# Achim Reichert
Achim Reichert (* 1941) ist ein ehemaliger Hamburger Politiker der STATT Partei.

## Leben und Beruf
Reichert wuchs in Köln auf, machte 1960 sein Abitur und studierte an der dortigen Universität Physik. Neben seinem Studium betrieb er 1962–1968 eine Station zur Funkbeobachtung künstlicher Erdsatelliten, deren Ergebnisse er wissenschaftlicher Auswertung zuführte. Eine Fortsetzung der Tätigkeit scheiterte am Geldmangel. 1969 wurde er in Geophysik mit einer Dissertation zum Thema „Azimutabweichungen bei Satellitenpeilungen“ zum Dr. rer. nat. promoviert.
Reichert arbeitete 25 Jahre lang in Großunternehmen der Elektro-, Luft- und Raumfahrtindustrie auf den Gebieten Entwicklung, Produktion, Qualitätswesen und Technisches Controlling. Zum 1. Januar 1989 erteilte ihm der Vorstand der AEG Aktiengesellschaft Prokura. 1994 verließ er die Deutsche Aerospace (DASA) im Rahmen des Sanierungskonzeptes „Dolores“, das mit erheblichem Personalabbau und der Schließung mehrerer Werke verbunden war. Er machte sich dann selbständig auf den Gebieten Unternehmensberatung, Werbung und Öffentlichkeitsarbeit, nahm diese Tätigkeit de facto aber erst nach Ende seines politischen Engagements in Hamburg auf.
Reichert hat 1968 geheiratet, ist seit 2015 verwitwet und hat einen Sohn.

## Politisches Engagement
1993 zog Reichert mit der STATT Partei um den Gründer Markus Wegner in die Hamburgische Bürgerschaft ein. Die Partei konnte sich nur in der 15. Wahlperiode von 1993 bis 1997 im Parlament halten. Reichert saß für seine Fraktion im Innenausschuss und stellvertretend im Haushaltsausschuss, 1994–1996 ebenfalls im Parlamentarischen Untersuchungsausschuss „Hamburger Polizei“. Durch Ausscheiden von Abgeordneten und Umverteilung der Ausschussbesetzungen vertrat er die STATT Partei später auch im Verfassungs-, Rechts- und Wirtschaftsausschuss.
Reichert nahm an den Kooperationsverhandlungen mit der Hamburger SPD teil. Die Kooperation überstand mehrere Krisen und hielt bis zum Ende der 15. Legislaturperiode.
Nach wachsenden Unstimmigkeiten zwischen Parteigründer und Fraktionsvorsitzendem Markus Wegner und seinen Fraktionsmitgliedern sowie vergeblichen Versuchen, besser miteinander zurechtzukommen, wurde auf einer Fraktionsklausur im November 1994 Achim Reichert zum neuen Fraktionsvorsitzenden gewählt. Dieses Amt hatte Reichert aber nur ein halbes Jahr inne, weil Wegner und sein Fraktionskollege Klaus Scheelhaase Mitte 1995 die Fraktion verließen und diese damit nicht mehr über die Mindestgröße von 6 Abgeordneten verfügte. Der Ältestenrat der Hamburgischen Bürgerschaft erkannte den verbliebenen 5 Abgeordneten der STATT Partei den neu geschaffenen Status einer Gruppe mit eingeschränkten Rechten und Finanzmitteln zu. Dieser Einschränkung entsprechend wurde aus dem Fraktionsvorsitzenden Reichert der Sprecher der STATT Partei Gruppe. Dies blieb Reichert, mit zweimaliger Wiederwahl, bis zum Ende der Legislaturperiode.
Trotz des „unwürdigen Schauspiels“, das STATT Partei in den Auseinandersetzungen um ihren Gründer Markus Wegner abgegeben hatte gelang es Reichert und seinen Kollegen sowie den von der STATT Partei nominierten parteilosen Senatoren, viel zu bewegen. Insbesondere auf dem Gebiet der Haushaltskonsolidierung. Das würdigte auch Hamburgs Erster Bürgermeister Henning Voscherau (SPD).
In Bürgerschaftsdebatten hatte Reichert wiederholt vor Verwahrlosungstendenzen in Hamburg gewarnt und als Beispiel den rathausseitigen Zugang zum unterirdischen S-Bahnhof Jungfernstieg genannt. Auf seinen Anstoß hin verwirklichte dort Stephan Reimers, Direktor des Diakonischen Werks Hamburg, 1996–1998 ein neues Sozialprojekt: Die Hamburger Rathauspassage. Sie erbringt vielfältige Dienstleistungen für Bürger und Touristen, beschäftigt vornehmlich Langzeitarbeitslose, und wirkt erneuter Verwahrlosung des S-Bahn-Zugangs entgegen.
Als STATT Partei im September 1996 beschloss, bei der Bürgerschaftswahl 1997 wieder anzutreten, verzichtete Reichert auf eine erneute Kandidatur. Ende 1998 verließ er die STATT Partei.
Nach familiär bedingtem Umzug nach Baden-Württemberg engagierte sich Reichert von 2002 bis 2006 auf Orts- bzw. Kreisebene bei der CDU und ihrer Mittelstands- und Wirtschaftsvereinigung (MIT).